# Pjegavoboki tinamu
Pjegavoboki tinamu (lat. Crypturellus tataupa) je vrsta ptice iz roda Crypturellus iz reda tinamuovki. Živi u suhim šumama u tropskim i suptropskim regijama jugoistoka Južne Amerike.

## Opis
Dug je oko 25 centimetara. Gornji dijelovi su mu tamno-smeđi, s tamno-smeđom kukmom i blijedo-sivim grlom. Glava, vrat i prsa su tamno-sivi. Trbuh je smećkasto-žute boje. Kljun i noge su grimizno-crvene boje.
Hrani se plodovima s tla ili niskih grmova. Također se hrani i malom količinom manjih beskralježnjaka i biljnih dijelova. Mužjak inkubira jaja koja mogu biti od čak četiri različite ženke. Inkubacija obično traje 2-3 tjedna.

## Taksonomija
Tataupa tinamu ima četiri podvrste. To su:
- C. tataupa tataupa nominativna podvsrta, živi u istočnoj Boliviji, južnom Brazilu, sjevernoj Argentini, i Paragvaju.
- C. tataupa inops živi u sjeverozapadnom Peruu u dolini rijeke Marañón, također i u južnom Ekvadoru.
- C. tataupa peruvianus živi na zapadu središnjeg Perua u dolini Chanchamayo.
- C. tataupa lepidotus živi u sjeveroistočnom Brazilu.

## Vanjske poveznice
|  | Zajednički poslužitelj ima još gradiva o temi Crypturellus tataupa |
|  | Wikivrste imaju podatke o taksonu Crypturellus tataupa             |